# Sandal Telephone
Pour les articles homonymes, voir Sandal et Téléphone (homonymie).
Sandal Telephone (サンダルテレフォン), anciennement nommé Shūengo Buppan (終演後物販), puis Shūengo Buppan 卍 (終演後物販卍), est un girls band japonais de J-pop. 
Formé en 2017, le groupe a connu plusieurs formations et est aujourd'hui un trio composé des idols Erika Fujii, Natsu Kagami et Mai Komachi.

## Histoire

### Shūengo Buppan et Shūengo Buppan 卍 (2017-2019)
Sandal Telephone, alors nommé Shūengo Buppan, fait officiellement ses débuts lors de l'édition 2017 du Idol Yokocho Summer Festival (ja), le 8 juillet 2017. Le groupe performe notamment au @JAM EXPO (ja) en août et au Tokyo Idol Festival (en) en octobre, avant de se séparer en décembre 2017.
Après plusieurs mois de casting, le girls band se reforme en mai 2018 avec une nouvelle formation, une nouvelle identité visuelle et sous le nom de Shūengo Buppan 卍,.
Après une tournée des festivals,,,,, le groupe voit le départ de Reina Kanon en janvier 2019, puis de Remi Mado et de Saeka Kurotaki en avril 2019.

### Sandal Telephone (2019-)
À la suite de ces départs, Akane Nishiwaki et Erika Fujii intègre le groupe aux côtés des deux membres restantes de la précédente formation : Natsu Kagami et Mai Komachi. Shūengo Buppan 卍 se renomme officiellement Sandal Telephone, un nom inspiré par le personnage de Sandalphon issu de la série d'animation Neon Genesis Evangelion et d'une publicité japonaise où les acteurs se servaient de leurs sandales comme d'un téléphone.
Le 20 septembre 2019, Sandal Telephone sort son premier single : Manatsu no Nioi (真夏の匂い). Il s'ensuit les deux singles Magic All Night en janvier 2020 et Follow You Follow Me en avril de la même année,, puis le groupe sort son premier mini-album, intitulé Step By Step, le 25 août 2020.
Le 19 janvier 2021, le quatuor sort le mini-album SYSTEMATIC,, dont le titre éponyme se hisse à la 11e place des charts japonais.
Le 29 décembre 2021, alors que le groupe se produit au WOMB (en) de Shibuya, Akane Nishiwaki annonce quitter Sandal Telephone pour se consacrer à ses études de météorologie.
Le 10 mai 2022, le désormais trio sort le mini-album Lightsurfer / Review Preview.
Le 18 octobre 2022, le groupe dévoile son premier album : REFLEX.

## Formation

### Composition actuelle[19]
- Erika Fujii (藤井 エリカ, Fujii Erika?) (avril 2019-)
- Natsu Kagami (夏芽 ナツ, Kagami Natsu?) (mai 2018-)
- Mai Komachi (小町 まい, Komachi Mai?) (mai 2018-)

### Anciennes formations

#### Première composition
- Uyu (ja) (兎遊?) (juillet 2017-décembre 2017)
- Haruna Nanami (七海 はるな, Nanami Haruna?) (juillet 2017-décembre 2017)
- Akane Shibuya (渋谷 朱音, Shibuya Akane?) (juillet 2017-décembre 2017)
- Isumi Tsuzuki (都築 伊澄, Isumi Tsuzuki?) (juillet 2017-décembre 2017)
- Yūka Yanagi (柳 ゆうか, Yanagi Yuuka?) (juillet 2017-décembre 2017)

#### Deuxième composition
- Natsu Kagami (夏芽 ナツ, Kagami Natsu?) (mai 2018-)
- Reina Kanon (花音 レイナ, Ka'on Reina?) (mai 2018-janvier 2019)
- Mai Komachi (小町 まい, Komachi Mai?) (mai 2018-)
- Remi Mado (マド レミ, Mado Remi?) (mai 2018-avril 2019)
- Saeka Kurotaki (黒瀧 紗雅, Kurotaki Saeka?) (mai 2018-avril 2019)

### Troisième composition
La troisième composition était formée par le trio actuel et l'idol Akane Nishiwaki, présente dans le groupe entre avril 2019 et décembre 2021.

## Discographie

### Album
- 2022 : REFLEX

### Mini-albums
- 2020 : Step By Step
- 2021 : SYSTEMATIC
- 2021 : Aoi Kagami / It's Show Time!
- 2022 : Lightsurfer / Review Preview

### EPs
- 2019 : Manatsu no Nioi
- 2020 : Magic All Night
- 2020 : Follow You Follow Me

### Singles
- 2019 : Manatsu no Nioi (真夏の匂い?)
- 2020 : Magic All Night
- 2020 : Sleeping Beauty
- 2020 : Follow You Follow Me
- 2020 : Shape the Future
- 2020 : Step By Step
- 2021 : SYSTEMATIC
- 2021 : It's Show Time!
- 2021 : Aoi Kagami (碧い鏡?)
- 2022 : Review Preview (レビュープレビュー?)
- 2022 : Lightsurfer
- 2022 : Koi no mahōtsukai ni hanarenai (恋の魔法使いにはなれない?)